# PC Beneke
PC Beneke (ur. 18 lipca 1990) – południowoafrykański lekkoatleta, sprinter i płotkarz. 
W 2007 zajął 8. miejsce w biegu na 400 m przez płotki w 5. Mistrzostwach Świata Juniorów Młodszych w Ostrawie. W 2008, na tym samym dystansie, wywalczył 5. lokatę w 12. Mistrzostwach Świata Juniorów w Bydgoszczy. W 2011 odpadł w półfinale na 400 metrów przez płotki podczas Uniwersjady, zdobył jednak brąz w sztafecie 4 × 400 metrów. Rok później, na mistrzostwach Afryki odpadł w eliminacjach na 400 metrów przez płotki i sięgnął po srebro w sztafecie 4 × 400 metrów.

## Rekordy życiowe
| Konkurencja                     | Rezultat | Data             | Miejsce      |
| ------------------------------- | -------- | ---------------- | ------------ |
| Bieg na 400 metrów              | 46,50    | 27 kwietnia 2013 | Durban       |
| Bieg na 400 metrów przez płotki | 49,18    | 13 kwietnia 2013 | Stellenbosch |